# The Root of All Evil (Album)
The Root of All Evil ist ein Kompilationsalbum der schwedischen Melodic-Death-Metal-Band Arch Enemy, das Neuaufnahmen von Liedern der ersten drei Alben der Band (Black Earth, Stigmata und Burning Bridges) enthält. Es wurde am 25. September 2009 von Century Media veröffentlicht. Das Album ist als Jewelcase-CD, Limited-Edition-Mediabook, Download und LP erhältlich. Aufgenommen wurde dieses Album von der Band selbst, gemischt und gemastert von Andy Sneap.

## Entstehung
Obwohl die Stücke bereits geschrieben waren, nahm es nach Aussage der Band einige Zeit in Anspruch, die Platte fertigzustellen. Die Stücke mussten ausgewählt und geprobt werden, um ihnen „neues Leben einzuhauchen“. Dann wurde in verschiedenen Studios in Schweden aufgenommen, wobei neben Sneap Schlagzeuger Daniel Erlandsson als Toningenieur tätig war.

## Rezeption
Andreas Stappert vom Rock Hard beantwortete die Frage nach der Notwendigkeit dieser Wiederveröffentlichung mit „jein“, da die Stücke einerseits in den Urversionen „kleine Klassiker“ des Melodic Death Metal seien. Anderseits profitierten einige Stücke „klar vom druckvolleren Sound und dem Plus an Aggression“. Er vergab 8,5 von zehn Punkten. Phil Freeman von allmusic.com nannte Angela Gossow „das beste, was Arch Enemy je passieren konnte“. Diese Veröffentlichung sei jedoch „nicht essentiell“, da einige Songs bereits auf Live-DVDs von ihr interpretiert wurden. Auch sei das Songwriting sehr viel roher als beim neueren Material. Die Wertung lag bei dreieinhalb von fünf Sternen.

## Titelliste
1. The Root of All Evil (Intro) (Michael Amott) – 1:06
2. Beast of Man (Text: Michael Amott. Musik: Michael Amott/Christopher Amott) – 3:45
3. The Immortal (Text: Johan Liiva/Michael Amott. Musik: Christopher Amott/Michael Amott) – 3:47
4. Diva Satanica (Text: Michael Amott. Musik: Michael Amott/Christopher Amott) – 3:48
5. Demonic Science (Text: Michael Amott. Musik: Michael Amott/Christopher Amott) – 5:24
6. Bury Me an Angel (Text: Michael Amott. Musik: Michael Amott) – 4:25
7. Dead Inside (Text: Michael Amott. Musik: Michael Amott/Christopher Amott) – 4:24
8. Dark Insanity (Text: Johan Liiva. Musik: Michael Amott/Johan Liiva) – 3:25
9. Pilgrim (Text: Michael Amott. Musik: Michael Amott/Christopher Amott) – 4:50
10. Demoniality Instrumental (Text: Michael Amott) – 1:40
11. Transmigration Macabre (Text: Michael Amott. Musik: Michael Amott) – 3:33
12. Silverwing (Text: Michael Amott. Musik: Michael Amott/Christopher Amott) – 4:22
13. Bridge of Destiny (Text: Michael Amott. Musik: Michael Amott/Christopher Amott) – 7:53

Bonusstücke der Limited Edition:
- Bury Me an Angel (Live) – 4:22
- The Immortal (Live) – 4:34
- Bridge of Destiny (Live) – 7:36

Zusätzliche Japan-Bonusstücke:
- Wings of Tomorrow (Europe-Cover)
- Walk in the Shadows (Queensrÿche-Cover) – 3:07